# (11886) Kraske
(11886) Kraske (1990 TT10) – planetoida z pasa głównego asteroid okrążająca Słońce w ciągu 4,58 lat w średniej odległości 2,76 j.a. Odkryta 10 października 1990 roku.